# حكاية هنغ تواه

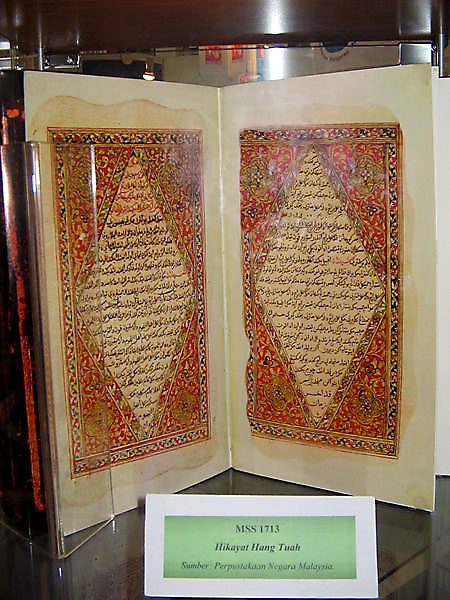
نسخة من ملحمة هنغ تواه معروضة.

حكاية هنغ تواه ( Jawi : حکاية هڠ تواه /Hikayat Hang Tuah) هو عمل أدبي ماليزي يحكي قصة المحارب الماليزي الأسطوري، هنغ تواه وأصدقاؤه المحاربين الأربعة - هنغ جيبات Hang Jebat وهنغ كستوري Hang Kasturi وهنغ ليكير Hang Lekir وهنغ ليكيو Hang Lekiu- الذين عاشوا خلال ذروة سلطنة ملقا في القرن الخامس عشر.  المؤلف غير معروف، ومع ذلك، فقد تم قبول أنه تمت كتابته وإعادة كتابته من قبل العديد من المؤلفين المختلفين من فترات زمنية مختلفة في التاريخ بهدف ارتجال الحكاية لتناسب المجتمع في تلك الفترات الزمنية المحددة. 

## القصة
يتعلق الفصل الأكثر تميزًا في العمل بمبارزة بين هنغ تواه وصديقه المقرب هنغ جيبات.   اتهم هنغ تواه زوراً بالزنا مع إحدى خادمات ملكه من قبل منافسيه الغيورين. عند سماع الاتهام، أمر الملك بقتل هنغ تواه، دون مزيد من التحقيق في جرمه المزعوم. تم إنقاذ هنغ تواه سرا من قبل جلاده، البندهارا. 
كان هنغ جيبات مدركًا أن هنغ تواه كان يُعاقب ظلماً وفي إظهار للدعم والولاء العميق لصديقه، ثار ضد السلطان. لم تكن قوات السلطان قادرة على قمع هنغ جيبات. 
أدرك السلطان لاحقًا أن هنغ تواه كان بريئًا، وندم على الفور على الحكم على هنغ تواه بالموت. ثم أخبر بندهارا السلطان أن هنغ تواه كان لا يزال على قيد الحياة، وأن هنغ تواه هو الوحيد القادر على قمع تمرد هنغ جيبات. تم استدعاء هنغ تواه على الفور ومنح العفو. بعد سبعة أيام من القتال، تمكن هنغ تواه من قتل هنغ جيبات.
ومع ذلك، وفقًا لـلسجلات التاريخية لملايو، كان هنغ كستوري هو الذي قاتل مع هنغ تواه بدلاً من هنغ جيبات. 

## الأهمية والخلافات
تحمل ثقافة الملايو أساطير هنغ تواه تقديرًا كبيرًا للغاية. في الواقع، واحدة من أكثر النقاشات سخونة في الأدب الملايو تتمحور حول المبارزة بين هنغ تواه و هنغ جيبات.  هنغ تواه هو رمز الولاء المطلق للحاكم بينما يرمز هنغ جيبات إلى الحرية والعدالة. ومن ثم، هناك مسألة من هو على حق. على الرغم من أنه من المفهوم عمومًا أن هناك خمسة أصدقاء، إلا أن هناك شكًا في أن هنغ ليكيو وهنغ ليكير هما بالفعل شخصان مختلفان. في الخط الجاوي، يتشابه الحرفان (ra) والحرف (wow) وكانا من الأسماء "Leki-r" و "Leki-u". بسبب التشابه، قد يكون التمايز بين Lekir و Lekiu ناتجًا عن خطأ في الترجمة. يختلف العديد من المؤرخين وخبراء الأدب مع ذلك، وأشاروا إلى أن الأصدقاء الخمسة هم نسخة ملاوية من خمسة محاربين للورد كريشنا من ماهابهاراتا. 
بصرف النظر عن ذلك، ينتقد حكاية هنغ تواه بشدة الجاويين ويتعامل مع التنافس بين سلطنة ملقا الملايويةوإمبراطورية ماجاباهيت الجاوية. في العمل الأدبي، كان العديد من المحتالين والأشرار من ماجاباهيت أو جاوة. يصور ملك ماجاباهيت على أنه شخص غير حاسم ووزير ماجاباهيت الأكبر، جاجاه مادا، خبيث وماكر وغير متعاطف. يُعتقد أن النص مؤرخ منذ عام 1700، وقد تم تأريخ المخطوطة عام 1849.  نُشرت حكاية هنغ تواه لأول مرة من قبل دار النشر الميثودية بسنغافورة عام 1908، وحررها سليمان بن محمد نور وويليام شيلابير. 
تم إدراج حكايات هنغ تواه في السجل الدولي لبرنامج ذاكرة العالم التابع لليونسكو في عام 2001.   

## أنظر أيضا
- أسطورة بوتري جونونج ليدانج
- بوتيري جونونج ليدانج، فيلم عام 1961
- بوتيري جونونج ليدانج، فيلم 2004
  - بوتيري جونونج ليدانج (موسيقي)، موسيقية مستوحاة من فيلم 2004
- قائمة الحكايات

## روابط خارجية
- ملف حكاية هنغ تواه pdf من MyManuskrip ( نص جاوي )
- ملف PDF آخر لـ حكاية هنغ تواه من MyManuskrip ( نص جاوي )

قالب:National epic poems